# Wílmar Barrios
Pour les articles homonymes, voir Barrios.
Wílmar Enrique Barrios Terán, dit Wílmar Barrios, né le 16 octobre 1993 à Carthagène des Indes en Colombie, est un footballeur international colombien, qui évolue au poste de milieu défensif.

## Biographie

### Débuts professionnels en Colombie
Wílmar Barrios commence le football au Deportes Tolima. Le 23 février 2013, il fait ses débuts en Primera A contre le Boyacá Chicó (défaite 3-0). Puis, le 17 mai 2015, il inscrit son premier but en Primera A contre les Jaguares Córdoba (victoire 5-0).

### Départ en Argentine puis en Russie
Le 23 août 2016, il rejoint le Boca Juniors pour un montant de transfert de 2,6 millions d'euros, et signe un contrat de 4 ans.
Le 29 octobre 2016, il fait ses débuts lors de la 8e journée de Primera División, en entrant à la 73e minute à la place de Pablo Pérez, contre le CA Temperley (victoire 4-0).
Il rejoint le club russe du Zénith Saint-Pétersbourg le 1er février 2019.

### Carrière internationale
Le 20 mars 2015, il est convoqué pour la première fois en équipe de Colombie par le sélectionneur national José Pékerman, pour des matchs amicaux contre le Bahreïn et le Koweït, mais n'entre pas en jeu.
Wílmar Barrios fait partie de la liste des 18 joueurs colombiens sélectionnés pour disputer les Jeux olympiques d'été de 2016. Lors du tournoi, il dispute 4 rencontres. Puis, il est nommé dans la liste provisoire de la sélection pour la Copa América Centenario, mais non retenu parmi les 23 joueurs colombiens sélectionnés pour disputer la compétition.
Le 7 septembre 2016, il honore sa première sélection contre le Brésil lors d'un match des éliminatoires de la Coupe du monde 2018. Le match se solde par une défaite 2-1 des Colombiens.

## Palmarès
| Deportes Tolima (1)                          | Boca Juniors (2)                                          | Zénith Saint-Pétersbourg (12) |
| -------------------------------------------- | --------------------------------------------------------- | --- |
| - Coupe de Colombie (1) : - Vainqueur : 2014 | - Championnat d'Argentine (2) : - Champion : 2017 et 2018 | - Championnat de Russie (6) : - Champion : 2019, 2020, 2021, 2022, 2023 et 2024 - Coupe de Russie (2) : - Vainqueur : 2020 et 2024 - Supercoupe de Russie (4) : - Vainqueur : 2020, 2022, 2023 et 2024 |

## Statistiques
| Saison                | Club                     | Championnat           | Championnat | Championnat | Coupe(s) nationale(s) | Coupe(s) nationale(s) | Supercoupe | Supercoupe | Compétition(s) continentale(s) | Compétition(s) continentale(s) | Compétition(s) continentale(s) | Colombie | Colombie | Total | Total |
| Saison                | Club                     | Division              | M.          | B.          | M.                    | B.                    | M.         | B.         | Comp.                          | M.                             | B.                             | M.       | B.       | M.    | B.    |
| 2013                  | Deportes Tolima          | D1                    | 11          | 0           | 12                    | 0                     | -          | -          | -                              | -                              | -                              | -        | -        | 23    | 0     |
| 2014                  | Deportes Tolima          | D1                    | 36          | 0           | 13                    | 1                     | -          | -          | -                              | -                              | -                              | -        | -        | 49    | 1     |
| 2015                  | Deportes Tolima          | D1                    | 37          | 3           | 8                     | 0                     | -          | -          | CS                             | 4                              | 0                              | -        | -        | 49    | 3     |
| 2016                  | Deportes Tolima          | D1                    | 18          | 0           | 5                     | 1                     | -          | -          | -                              | -                              | -                              | -        | -        | 23    | 1     |
| Sous-total            | Sous-total               | Sous-total            | 102         | 3           | 38                    | 2                     | -          | -          | -                              | 4                              | 0                              | -        | -        | 144   | 5     |
| 2016-2017             | Boca Juniors             | D1                    | 19          | 0           | 1                     | 0                     | -          | -          | -                              | -                              | -                              | 4        | 0        | 24    | 01    |
| 2017-2018             | Boca Juniors             | D1                    | 23          | 1           | 3                     | 0                     | 1          | 0          | CL                             | 12                             | 0                              | 9        | 0        | 48    | 1     |
| 2018-2019             | Boca Juniors             | D1                    | 6           | 0           | 2                     | 0                     | -          | -          | -                              | -                              | -                              | 4        | 0        | 12    | 0     |
| Sous-total            | Sous-total               | Sous-total            | 48          | 1           | 6                     | 0                     | 1          | 0          | -                              | 12                             | 0                              | 17       | 0        | 84    | 1     |
| 2018-2019             | Zénith Saint-Petersbourg | D1                    | 10          | 1           | -                     | -                     | -          | -          | C3                             | 4                              | 0                              | 8        | 0        | 22    | 1     |
| 2019-2020             | Zénith Saint-Petersbourg | D1                    | 26          | 1           | 3                     | 0                     | -          | -          | C1                             | 6                              | 0                              | 4        | 0        | 39    | 1     |
| 2020-2021             | Zénith Saint-Petersbourg | D1                    | 26          | 0           | 1                     | 0                     | -          | -          | C1                             | 6                              | 0                              | 13       | 0        | 46    | 0     |
| 2021-2022             | Zénith Saint-Petersbourg | D1                    | 27          | 0           | 2                     | 0                     | -          | -          | C1+C3                          | 6+2                            | 0+0                            | 10       | 0        | 47    | 0     |
| 2022-2023             | Zénith Saint-Petersbourg | D1                    | 28          | 1           | 2                     | 0                     | 1          | 0          | -                              | -                              | -                              | 2        | 0        | 33    | 1     |
| 2022-2023             | Zénith Saint-Petersbourg | D1                    | -           | -           | -                     | -                     | -          | -          | -                              | -                              | -                              | 1        | 0        | 1     | 0     |
| Sous-total            | Sous-total               | Sous-total            | 117         | 3           | 6                     | 0                     | 1          | 0          | -                              | 23                             | 0                              | 38       | 0        | 185   | 3     |
| Total sur la carrière | Total sur la carrière    | Total sur la carrière | 267         | 7           | 50                    | 2                     | 2          | 0          | -                              | 40                             | 0                              | 55       | 0        | 414   | 9     |